# Пелагіївка (Старобільський район)
Пелагі́ївка — село в Україні, у Білолуцькій селищній громаді Старобільського району Луганської області. Населення становить 63 осіб.
| Україна | Це незавершена стаття з географії України. Ви можете допомогти проєкту, виправивши або дописавши її. |